# Pro-cathédrale de l'Assomption de Delap-Uliga-Darrit
 (avril 2015).
Si vous disposez d'ouvrages ou d'articles de référence ou si vous connaissez des sites web de qualité traitant du thème abordé ici, merci de compléter l'article en donnant les références utiles à sa vérifiabilité et en les liant à la section « Notes et références ».
Cette  cathédrale n’est pas la seule cathédrale de l'Assomption.
La pro-cathédrale de l'Assomption est située à Delap-Uliga-Darrit, capitale des Îles Marshall. Il s'agit du siège de la préfecture apostolique des îles Marshall (le statut avant le diocèse), qui couvre tout le pays ainsi que l'atoll de Wake (États-Unis). Elle se situe dans le centre de la ville.
L'actuel préfet apostolique est Raymundo Sabio.
Elle fut construite en 1898, à l'arrivée des missionnaires de l'Ordre du Sacré-Cœur sur l'atoll de Majuro. Elle est détachée du diocèse des îles Carolines et Marshall le 23 avril 1993, sous Jean-Paul II.
Bien que les catholiques soient relativement peu nombreux sur le territoire de la préfecture apostolique (seulement 8,4 % de la population), ce dernier couvre une zone presque aussi étendue que les États-Unis.